# Zpětný odběr

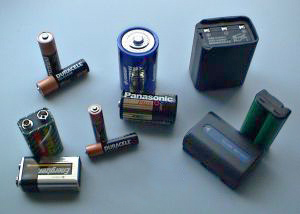
Galvanické články

Zpětný odběr je systém, který shromažďuje nebezpečné nebo znovupoužitelné a recyklovatelné výrobky. Zpětným odběrem se rozumí odebírání použitých výrobků povinnými osobami od spotřebitelů bez nároku na úplatu za účelem jejich využití nebo odstranění.

## Legislativa
Povinnost a způsob zpětného odběru v České republice upravuje 
- zákon č. 185/2001 Sb. o odpadech § 38.[2] Účelem zákona a zpětného odběru je zamezení černých skládek nebezpečného odpadu.[zdroj?]
- Vyhláška č. 237/2002 Sb., o provádění zpětného odběru[1]
- Vyhláška č. 170/2010 Sb., o bateriích a akumulátorech[3]
- Vyhláška č. 237/2002 Sb.
- Vyhláška č. 248/2015 Sb., o zpětném odběru pneumatik
- Vyhláška 352/2005, o podrobnostech nakládání s elektrozařízením

Jiné předpisy upravují zpětný odběr léčiv.

## Typy výrobků

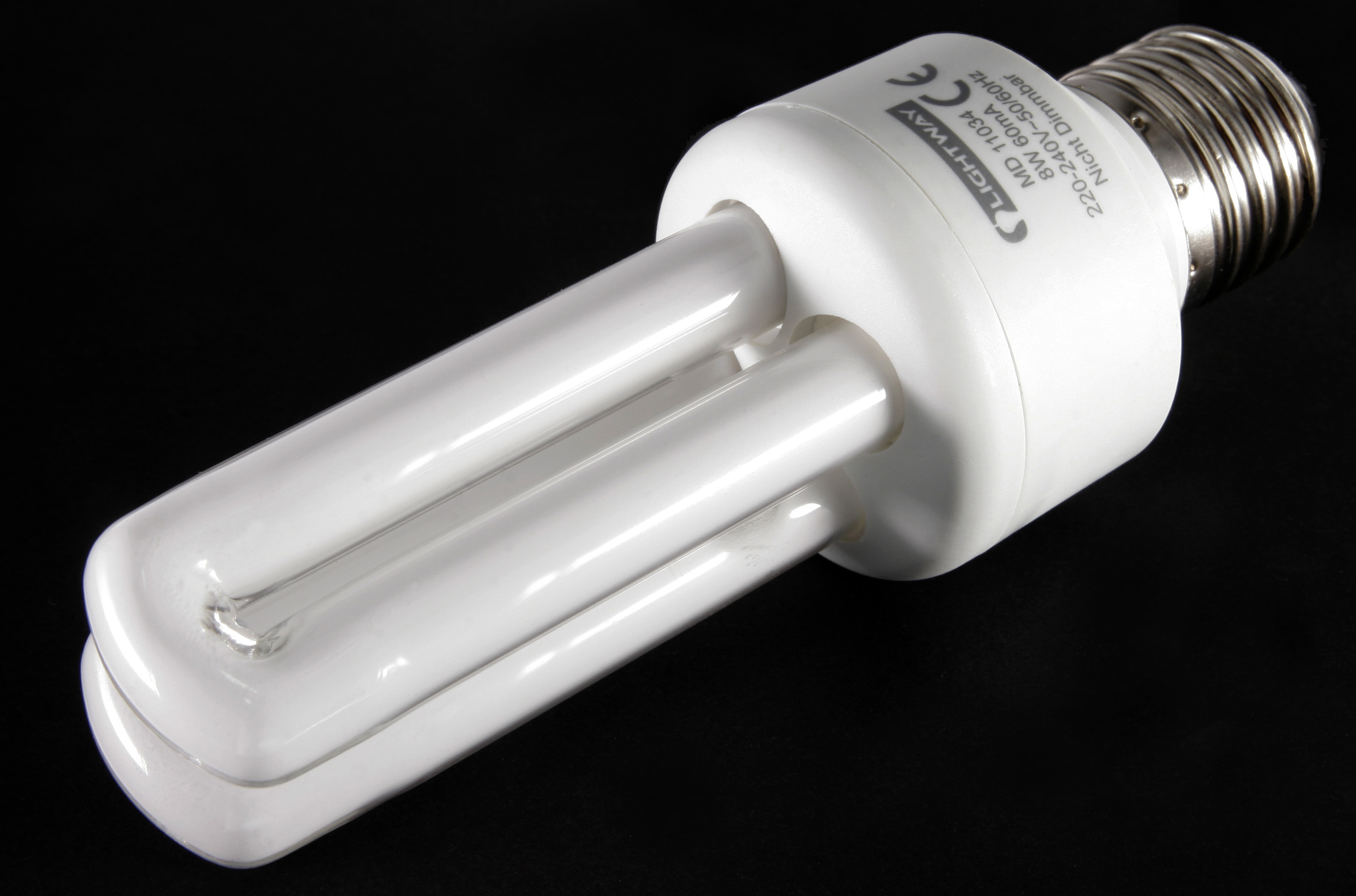
Úsporná zářivka

Povinnost zpětného odběru se vztahuje na:
- elektrické akumulátory, galvanické články a baterie[1]§ 31g
- výbojky a zářivky[2]
- pneumatiky[2]
- elektrozařízení – chladničky a další zařízení určené pro použití v domácnostech[2].

Zpětný odběr zajišťují společnosti: ASEKOL (elektrospotřebiče), ECOBAT (baterie a akumulátory), EKOLAMP, ELEKTROWIN (elektrozařízení a elektroodpad), ELTMA (pneumatiky).